# Rúbrica (libro)

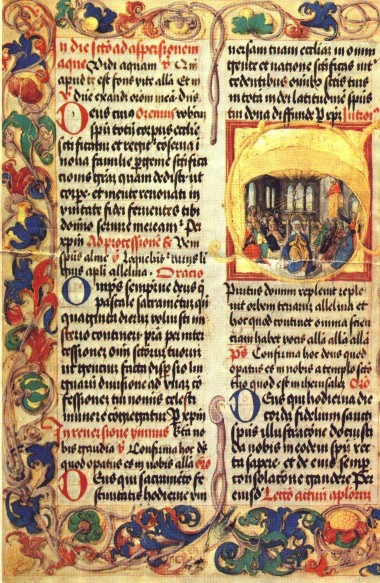
Rúbricas en el gradual iluminado del rey Juan I Alberto de Polonia, hacia 1500.

Una rúbrica (del latín tardío rubricare, enrojecer) es una palabra o sección de texto que es tradicionalmente escrito o impreso en tinta roja para resaltarlo. Podría tratarse ya de una parte del texto, como de un título, una introducción, o incluso una instrucción o resumen escrito al margen. 
La palabra proviene de los manuscritos iluminados medievales del siglo XIII o anteriores. En éstos, las letras rojas se utilizaron para resaltar las letras mayúsculas iniciales (sobre todo de los salmos, la cabecera de las secciones y los nombres de especial significado religioso). Se empleaba el minio, un mineral óxido de color rojizo, y de aquí el concepto de miniar. Esta práctica es conocida como rubricación, que era una de las diferentes etapas en la producción de los manuscritos.
La rúbrica puede también referirse a la propia tinta, pintura o pigmento rojo utilizado en el proceso. Aunque el color rojo fue el que se utilizó mayoritariamente para destacar palabras o frases, también se usaron otros colores más minoritarios, como el azul, a partir de la Baja Edad Media.